# Classe Boadicea
La classe Boadicea est une classe de deux croiseurs éclaireurs (ou scout cruiser en anglais) de la Royal Navy construite avant la Première Guerre mondiale.

## Conception
La classe Boadicea est la première classe à être équipée de turbines pour la propulsion qui deviendra la norme pour les croiseurs légers.
Ils sont plus lourds et plus grands que les précédents.
Les canons de 102 mm sont répartis de façon suivante : deux à l'avant du pont, un bâbord et un tribord, et deux vers l'arrière.
En 1916, le HMS Boadicea recevra deux canons supplémentaires de 102 mm et un canon anti-aérien Vickers de 76 mm.

## Service
Les deux unités n'avaient pas assez de vitesse pour suivre les destroyers qu'elles devaient escorter.
Elles ont servi durant la bataille du Jutland puis ont été reconverties en mouilleur de mines.
Elles furent vendues à la ferraille après la fin des hostilités.

## Unités
| Nom          | Chantier                        | Lancement    | Service effectif | Fin de service                     | Photo |
| ------------ | ------------------------------- | ------------ | ---------------- | ---------------------------------- | ----- |
| HMS Boadicea | Pembroke Dockyard Pembrokeshire | 14 mai 1908  | juin 1909        | 13 juillet 1926-mis à la ferraille |       |
| HMS Bellona  | Pembroke Dockyard Pembrokeshire | 20 mars 1909 | février 1910     | 9 mai 1921-mis à la ferraille      |       |